# Diócesis de las Islas Carolinas
La diócesis de las Islas Carolinas (en latín: Dioecesis Carolinensium y en inglés: Roman Catholic Diocese of Caroline Islands) es una circunscripción eclesiástica de la Iglesia católica en los Estados Federados de Micronesia y Palaos. Se trata de una diócesis latina, sufragánea de la arquidiócesis de Agaña. Desde el 2 de febrero de 2020 su obispo es Julio Angkel.

## Territorio y organización

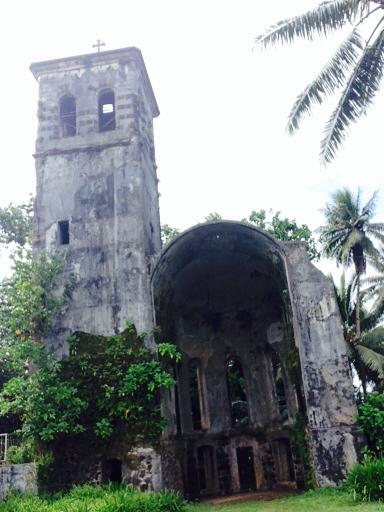
Excatedral del Campanario, en Ponapé

La diócesis tiene 2150 km² y extiende su jurisdicción sobre los fieles católicos de rito latino residentes en los Estados Federados de Micronesia y en Palaos.
La sede de la diócesis se encuentra en la población de Weno en la isla Chuuk, en donde se halla la Catedral del Inmaculado Corazón de María. 
En 2023 en la diócesis existían 33 parroquias.

## Historia
Las misiones sui iuris de las Islas Carolinas Orientales y las Islas Carolinas Occidentales fueron erigidas el 15 de mayo de 1886, mediante el decreto Cum feliciter evenerit de la Congregación de Propaganda Fide separando territorio del vicariato apostólico de Micronesia; ambos fueron confiados a los misioneros capuchinos españoles.
La misión sui iuris de las Carolinas Orientales se basó en Ponapé y la misión sui iuris de las Carolina Occidentales se basó en la isla de Yap. Los primeros superiores de las dos misiones fueron, para las Carolinas Orientales el padre Saturnino de Artajona, y para las Carolinas Occidentales el padre Daniel de Arbácegui.
Tras el Tratado germano-español de 1899, las islas fueron vendidas por España a Alemania, y esto provocó el abandono paulatino de todos los misioneros españoles, sustituidos por los capuchinos de la provincia alemana de Westfalia. Ante la presión de estos últimos, el 18 de diciembre de 1905, mediante un decreto de la Propaganda Fide, las dos misiones sui iuris se unieron para formar la prefectura apostólica de las Islas Carolinas.
El 1 de marzo de 1911, mediante el breve Quae Catholico nomini del papa Pío X, la prefectura apostólica se unió a la prefectura apostólica de las Islas Marianas, también parte del Imperio colonial alemán, y a la vez fue elevada al rango de vicariato apostólico con el nombre de vicariato apostólico de las Islas Carolinas e Islas Marianas.
Al final de la Primera Guerra Mundial las islas quedaron bajo el dominio de Japón, y los misioneros alemanes tuvieron que abandonar la prefectura apostólica.
El 4 de mayo de 1923 el vicariato apostólico se unió al vicariato apostólico de las Islas Marshall y cambió su nombre a vicariato apostólico de las Islas Carolinas, Marianas y Marshall.
El 4 de julio de 1946 cedió las Islas Marianas al vicariato apostólico de Guam (hoy arquidiócesis de Agaña).
El 3 de mayo de 1979, mediante la bula Tametsi Ecclesiae del papa Juan Pablo II, el vicariato apostólico fue elevado a diócesis y asumió el nombre de diócesis de Carolinas-Marshall; que era originalmente una sufragánea de la arquidiócesis de Suva.
El 8 de marzo de 1984, mediante la bula Compertum quidem del papa Juan Pablo II, pasó a la nueva provincia eclesiástica de Agaña.
El 23 de abril de 1993 mediante la bula Quo expeditius del papa Juan Pablo II, la diócesis se dividió, dando lugar a la actual diócesis de las Islas Carolinas y a la prefectura apostólica de las Islas Marshall.

## Estadísticas
Según el Anuario Pontificio 2024 la diócesis tenía a fines de 2023 un total de 72 061 fieles bautizados.
| Año                                                                             | Población            | Población | Población      | Sacerdotes | Sacerdotes    | Sacerdotes    | Bautizados por sacerdote | Diáconos permanentes | Religiosos | Religiosos | Parroquias |
| Año                                                                             | Bautizados católicos | Total     | % de católicos | Total      | Clero secular | Clero regular | Bautizados por sacerdote | Diáconos permanentes | Varones    | Mujeres    | Parroquias |
| ------------------------------------------------------------------------------- | -------------------- | --------- | -------------- | ---------- | ------------- | ------------- | ------------------------ | -------------------- | ---------- | ---------- | ---------- |
| Prefectura apostólica de las Islas Carolinas y Marshall                         |                      |           |                |            |               |               |                          |                      |            |            |            |
| 1949                                                                            | 15 582               | 45 619    | 34.2           | 17         |               | 17            | 916                      |                      |            | 13         | 10         |
| 1966                                                                            | 31 174               | 78 778    | 39.6           | 32         |               | 32            | 974                      |                      | 9          | 45         | 9          |
| 1970                                                                            | 34 127               | 82 024    | 41.6           | 38         | 1             | 37            | 898                      |                      | 51         | 47         |            |
| 1976                                                                            | 40 047               | 100 638   | 39.8           | 38         | 1             | 37            | 1053                     | 7                    | 46         | 39         | 19         |
| Diócesis de las Carolinas-Marshall                                              |                      |           |                |            |               |               |                          |                      |            |            |            |
| 1980                                                                            | 48 711               | 117 000   | 41.6           | 33         | 2             | 31            | 1476                     | 21                   | 41         | 32         | 25         |
| 1990                                                                            | 67 063               | 134 127   | 50.0           | 35         | 3             | 32            | 1916                     | 42                   | 33         | 43         | 27         |
| Diócesis de las Islas Carolinas                                                 |                      |           |                |            |               |               |                          |                      |            |            |            |
| 1999                                                                            | 67 285               | 129 474   | 52.0           | 21         | 10            | 11            | 3204                     | 39                   | 15         | 39         | 24         |
| 2000                                                                            | 67 325               | 132 563   | 50.8           | 23         | 12            | 11            | 2927                     | 41                   | 15         | 33         | 23         |
| 2001                                                                            | 70 185               | 135 831   | 51.7           | 27         | 13            | 14            | 2599                     | 41                   | 16         | 33         | 26         |
| 2002                                                                            | 75 837               | 136 944   | 55.4           | 27         | 13            | 14            | 2808                     | 41                   | 19         | 33         | 30         |
| 2003                                                                            | 77 733               | 140 368   | 55.4           | 31         | 13            | 18            | 2507                     | 41                   | 19         | 33         | 26         |
| 2006                                                                            | 68 500               | 128 718   | 53.2           | 27         | 12            | 15            | 2537                     | 40                   | 18         | 33         | 27         |
| 2013                                                                            | 66 339               | 132 151   | 50.2           | 26         | 15            | 11            | 2551                     | 44                   | 11         | 33         | 31         |
| 2016                                                                            | 66 339               | 132 151   | 50.2           | 26         | 15            | 11            | 2551                     | 44                   | 13         | 33         | 31         |
| 2019                                                                            | 72 061               | 137 694   | 52.3           | 30         | 16            | 14            | 2402                     | 77                   | 17         | 17         | 33         |
| 2021                                                                            | 72 061               | 137 694   | 52.3           | 31         | 17            | 14            | 2324                     | 77                   | 17         | 17         | 33         |
| 2023                                                                            | 72 061               | 137 694   | 52.3           | 31         | 17            | 14            | 2324                     | 77                   | 17         | 17         | 33         |
| Fuente: Catholic-Hierarchy, que a su vez toma los datos del Anuario Pontificio. |                      |           |                |            |               |               |                          |                      |            |            |            |

## Episcopologio
- Salvador-Pierre Walleser, O.F.M.Cap. † (21 de agosto de 1912-23 de junio de 1919 renunció)
- Santiago López de Rego y Labarta, S.I. † (25 de mayo de 1923-29 de octubre de 1938 renunció)
- Thomas John Feeney, S.I.  † (1951-9 de septiembre de 1955 falleció)
- Vincent Ignatius Kennally, S.I. † (9 de diciembre de 1956-20 de septiembre de 1971 retirado)
- Martin Joseph Neylon, S.I. † (20 de septiembre de 1971 por sucesión-25 de mayo de 1995 retirado)
- Amando Samo † (25 de marzo de 1995 por sucesión-2 de febrero de 2020 renunció)
- Julio Angkel, por sucesión el 2 de febrero de 2020